# Twilight Circus
Twilight Circus, Twilight Circus Sound System, Twilight Circus Dub Sound System en Twilight Crew zijn de namen van een dubreggaeband rond de Canadese dj Ryan Moore, die sinds 1991 in Nederland woont. De groep heeft verder een losse samenstelling.
Ryan Moore begon met muziek maken in 1981, was bassist en drummer van Legendary Pink Dots en The Tear Garden en heeft inmiddels meegewerkt aan bijna 100 albums in diverse genres en van diverse artiesten, waaronder Skinny Puppy, Sly Dunbar, Robbie Shakespeare, Big Youth, Sugar Minott, Max Romeo, Gregory Isaacs, DJ Spooky en Mad Professor.  
Ryan Moore is oprichter van platenlabel M records.